# Эутиреоз
Эутиреоз (др.-греч. εὐ хорошо + лат. (glandula) thyreoidea щитовидная железа + -ōsis) — нормальное функционирование щитовидной железы, отсутствие симптомов гипо- и гипертиреоза. Слово происходит из древнегреческого языка и буквально означает «хорошая функция щитовидной железы». О нормальной функции щитовидной железы можно говорить тогда, когда тиреотропный гормон гипофиза (тиреотропин, ТТГ или TSH (англ. thyroid stimulation hormone) в иностранной литературе) и тиреоидные гормоны (гормоны щитовидной железы) находятся в крови на нормальном уровне.
Этот термин не является синонимом «здоровая щитовидная железа». Чаще всего он используется в связи с зобом — эутиреоидный зоб (увеличение щитовидной железы с нормальной функцией щитовидной железы).
Это состояние, как правило, связано с дефицитом йода.